# Angela Summers
Angela Summers (Burbank, California; 6 de noviembre de 1964) es una actriz pornográfica y bailarina exótica estadounidense. Es miembro del Salón de la fama de AVN.
Summers protagonizó más de 100 películas entre 1990 y el 2000. Adicionalmente fue bailarina y en 1993 apareció en la revista Hustler.

## Premios
- 1992 Premios XRCO – Estrella del año